# Cantone di Le Sud-Est Agenais
Il Cantone di Le Sud-Est Agenais è una divisione amministrativa dell'Arrondissement di Agen e dell'Arrondissement di Villeneuve-sur-Lot.
È stato costituito a seguito della riforma approvata con decreto del 26 febbraio 2014, che ha avuto attuazione dopo le elezioni dipartimentali del 2015.

## Composizione
Comprende i 19 comuni di:
- Astaffort
- Castelculier
- Caudecoste
- Clermont-Soubiran
- Cuq
- Fals
- Grayssas
- Lafox
- Layrac
- Puymirol
- Saint-Caprais-de-Lerm
- Saint-Jean-de-Thurac
- Saint-Nicolas-de-la-Balerme
- Saint-Pierre-de-Clairac
- Saint-Romain-le-Noble
- Saint-Sixte
- Saint-Urcisse
- Sauvagnas
- Sauveterre-Saint-Denis